# Forsteramea megacephala
Genre
Espèce
Synonymes
- Montachorutes megacephala Salmon, 1954

Forsteramea megacephala, unique représentant du genre Forsteramea, est une espèce de collemboles de la famille des Neanuridae.

## Distribution
Cette espèce est endémique de Nouvelle-Zélande.

## Publications originales
- Salmon, 1954 : Two new species of New Zealand Collembola. Transactions of the Royal Society of New Zealand, vol. 82, p. 213-217.
- Salmon, 1965 : An index to the Collembola. Vol. 3. Bulletin Royal Society of New Zealand, no 7, p. 645-651.